# Necatorosi
La necatorosi és una helmintosi pel nematode Necator americanus. És una parasitosi considerada una de les Malalties tropicals desateses.

## Causa

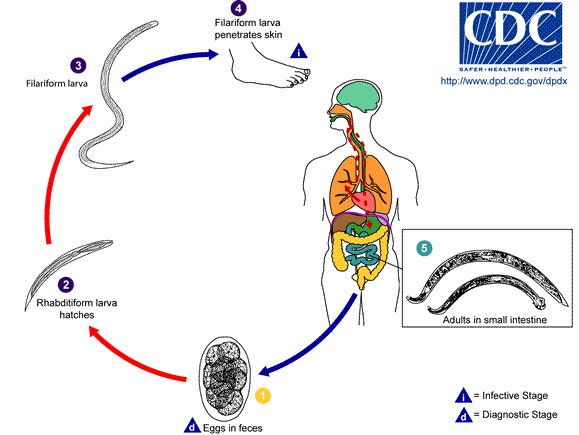
Cicle vital del nematode

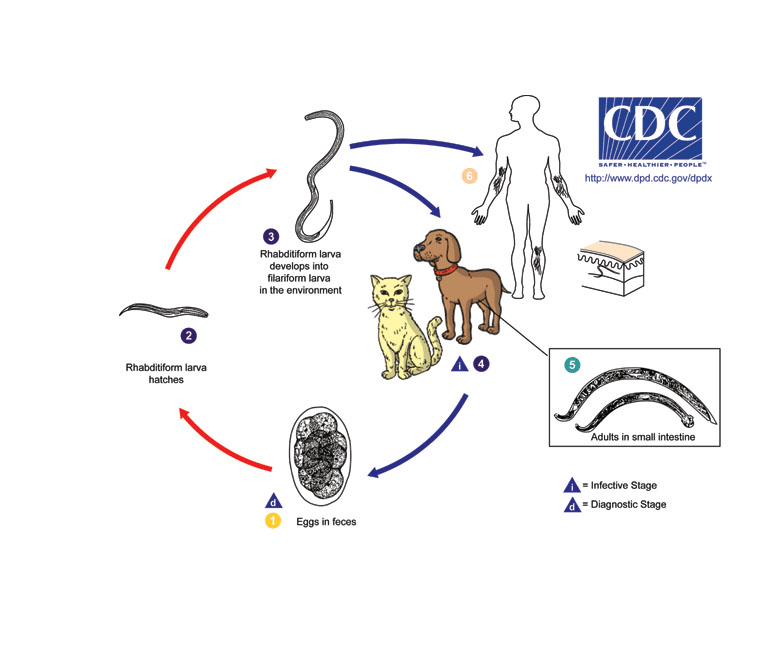
Larva cutània migrant

El causant de la necatoriosi és cuc Necator americanus, el qual es pot dividir en dos estadi: larvari i adult. Quan està en la tercera etapa larval s'acosta a la pell humana seguint gradients tèrmics. Típicament, les larves entren a través de la pell de les mans i dels peus en contacte amb terra contaminada. En el punt d'entrada a l'hoste humà es produeix una erupció cutània pruriginosa, papular i coent. Això també es coneix com a "picor de terra". Aquestes larves, després de penetrar la pell humana, són capaces de migrar pel torrent sanguini i arribar al pulmó passant pel ventricle dret del cor. Una vegada aquí, perforen i penetren la cavitat alveolar i ascendeixen per la tràquea on són deglutits i descendeixen fins a l'intestí prim. En general, la migració a través dels pulmons és asimptomàtica, però es pot produir tos lleu i irritació faríngia durant la migració larvària a les vies respiratòries. Després de travessar els alvèols les larves arriben al tracte gastrointestinal i s'adhereixen a la mucosa intestinal on es converteixen en cucs adults. Els cucs s'adhereixen al folre de la mucosa amb les seves làmines tallants que els permeten penetrar els vasos sanguinis i alimentar-se del subministrament sanguini de l'amfitrió. Cada cuc consumeix 30μl de sang al dia. El principal problema prové d'aquesta pèrdua de sang intestinal que pot conduir a una anèmia de deficiència de ferro en infeccions moderades a greus. Altres símptomes comuns inclouen dolor i sensibilitat epigàstrica, nàusees, dispnea per esforç, dolor a les extremitats inferiors i articulacions, dolor a l'estèrnum, mal de cap, fatiga i impotència. Rarament és mortal en humans.

## Simptomatologia
Quan els cucs adults s'adhereixen a les vellositats de l'intestí prim, xuclen la sang de l'hoste, la qual cosa pot causar dolor abdominal, diarrea, rampes i pèrdua de pes que poden conduir a l'anorèxia. Les infeccions greus poden ocasionar deficiència de ferro i l'anèmia ferropènica. Aquesta forma d'anèmia en els nens pot generar un retard físic i mental. També hi pot haver afectació cutània causada per les larves que migrants a la pell, que es caracteritza per ruptures cutànies i picor severa. Llavors es produeix una erupció pruriginosa i eritematosa que es desenvolupa al voltant dels llocs de penetració de les larves infeccioses, generalment a les mans i als peus.

## Epidemiologia
N. americanus fou descobert inicialment a Brasil i posteriorment trobat també a Texas i les planes de Veneçuela. Va ser descrit també en nadius d'Àfrica, Xina, illes del pacífic sud, Índia i el Sud-est d'Àsia. És un paràsit de tipus tropical i és una espècie comuna en els humans. Aproximadament el 95 % dels ancilostomes trobats al sud-est dels Estats Units són N. americanus. Aquest paràsit es troba en humans, però també es troba en porcs, gossos i gats.
La transmissió de Necator americanus requereix el dipòsit de femta amb ous en sòls ombrejats i ben drenats i el seu desenvolupament és afavorit per les condicions del clima tropical com la calor i la humitat. Per aquesta raó les infeccions a nivell global són sovint reportades en llocs on ocorre contacte amb sòls contaminats.
Necator americanus és el paràsit gastrointestinal humà més comú, i juntament amb Ancylostoma duodenale sumen aproximadament 740 milions de casos d'anèmia per infecció en regions pobres dels tròpics i subtropicals, i la major incidència d'anèmia per infecció que ocorren a Àsia i Àfrica subsahariana. En general, les taxes d'infecció són elevades en zones amb temperatures càlides i plujoses. La taxa de mortalitat a tot el món, atribuïda a infecció per aquest paràsit, s'estima en 65.000 morts per any. Tanmateix, la morbiditat i la discapacitat causades per l'anèmia d'aquesta infecció poden ser molt més altes que la taxa de mortalitat. La prevalença de la infecció tendeix a augmentar amb l'edat, i és la més alta en infants entre els 6 i 10 anys, després arriba a un altiplà durant l'edat adulta. De la mateixa manera, la intensitat mitjana de la infecció també tendeix a augmentar progressivament amb l'edat. La prevalença d'infecció tendeix a ser major en els homes; No obstant això, les dones (en particular les dones embarassades i les mares) i els infants són les més vulnerables a la pèrdua de sang crònica per la infecció d'anèmia, ja que ja tenen unes reserves de ferro baixes.

## Diagnòstic en laboratori
La tècnica més comuna de diagnòstic per Necator americanus és mitjançant la presa d'una mostra de matèria fecal, fixar-la en formalina al 10 % i concentrar-la amb la tècnica de sedimentació amb etilacetat de formalina, i recollir posteriorment el sediment per veure-ho al microscopi. No obstant això, els ous de A. duodenale i N. americanus no es poden distingir entre si, la qual cosa pot fer-se per mitjà de la identificació de les larves. Aquestes poden ser trobades en la matèria fecal fins que les mostres romanguin a temperatura ambient durant un dia o més.

## Prevenció
Per a una prevenció efectiva són essencials l'educació per a la salut, instauració de bones condicions sanitàries i la disposició adequada dels excrements humans. De forma addicional, l'ús de calçat en zones endèmiques ajuda a reduir l'ocurrència de la infecció.

## Tractament
La parasitosi per N. americanus pot ser tractada amb benzimidazols, albendazol i mebendazol. Una dosi oral de tetracloroetè amb l'estómac buit pot eliminar fins al 90 % dels paràsits. El medicament alternatiu és el pamoat de pirantel. La crioterapia és un altre tractament usat per matar aquests nemátodos. En els casos severs d'anèmia pot requerir-se transfusió de sang. Les infeccions lleus generalment romanen sense tractament en àrees on la reinfecció és freqüent. Els suplements de ferro i una dieta rica en proteïnes accelera el procés de recuperació. En un estudi de casos que va involucrar a 60 homes amb Trichuris trichiura i/o N. americanus, va mostrar que tant l'albendazol com el mebendazol eren 90 % efectius per guarir la T. trichiura. No obstant això, l'albendazol tenia una taxa de curació del 95 % per a N. americanus, mentre el mebendazol només tenia una percentatge de cura del 21 %. Això suggereix que l'albendazol és més efectiu per al tractament de la infecció combinada de T. trichiura i N. americanus.